# David Hogg (Politiker)

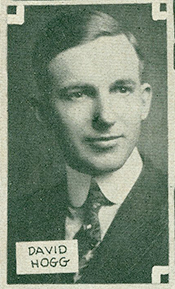
David Hogg

David Hogg (* 21. August 1886 bei Crothersville, Jackson County, Indiana; † 23. Oktober 1973 in Fort Wayne, Indiana) war ein US-amerikanischer Politiker. Zwischen 1925 und 1933 vertrat er den Bundesstaat Indiana im US-Repräsentantenhaus.

## Werdegang
David Hogg besuchte die öffentlichen Schulen seiner Heimat und studierte danach bis 1909 am College of Liberal Arts, das der Indiana University angeschlossen ist. Nach einem anschließenden Jurastudium an dieser Universität und seiner 1913 erfolgten Zulassung als Rechtsanwalt begann er in Fort Wayne in diesem Beruf zu arbeiten. Gleichzeitig schlug er als Mitglied der Republikanischen Partei eine politische Laufbahn ein. Zwischen 1922 und 1924 war er republikanischer Parteivorsitzender im Allen County.
Bei den Kongresswahlen des Jahres 1924 wurde Hogg im zwölften Wahlbezirk von Indiana in das US-Repräsentantenhaus in Washington, D.C. gewählt, wo er am 4. März 1925 die Nachfolge von Louis W. Fairfield antrat. Nach drei Wiederwahlen konnte er bis zum 3. März 1933 vier Legislaturperioden im Kongress absolvieren. Diese waren seit 1929 von den Ereignissen der Weltwirtschaftskrise geprägt.
In den Jahren 1932, 1934 und 1936 bewarb sich Hogg jeweils erfolglos um seinen Verbleib im bzw. seinen Wiedereinzug in den Kongress. Nach seinem Ausscheiden aus dem US-Repräsentantenhaus praktizierte er wieder als Anwalt. 1939 gründete er eine Lebensversicherungsgesellschaft. In den Jahren 1940 bis 1943 war Hogg Präsident der Firma Goodwill Industries in Fort Wayne. Von 1941 bis 1946 gab er eine interkonfessionelle Zeitung heraus. David Hogg starb am 23. Oktober 1973 in Fort Wayne, wo er auch beigesetzt wurde.